# Crateromys australis
Il ratto dalla coda lanosa di Dinagat (Crateromys australis  Musser, Heaney & Rabor, 1985) è un roditore della famiglia dei Muridi endemico dell'isola di Dinagat, nelle Filippine.

## Descrizione

### Dimensioni
Roditore di grandi dimensioni, con la lunghezza della testa e del corpo di 265 mm, la lunghezza della coda di 281 mm e la lunghezza del piede di 54 mm.

### Aspetto
La pelliccia è ruvida. Le parti superiori sono brunastre brizzolate. Sono presenti degli anelli di pelle scura priva di peli intorno agli occhi. Le parti inferiori sono bruno-arancioni brillanti. La gola e il petto sono leggermente più chiare. Le orecchie sono piccole e rotonde. Il dorso delle zampe è ricoperto di peli marroni scuri. La coda è leggermente più lunga della testa e del corpo, fulva nella parte basale, nerastra e ricoperta di piccoli peli nella parte centrale e bianca all'estremità.

## Biologia

### Comportamento
È una specie arboricola e probabilmente notturna.

## Distribuzione e habitat
Questa specie è conosciuta soltanto attraverso un unico esemplare catturato sull'isola di Dinagat, nelle Filippine. Avvistamenti di un ratto arboricolo sull'isola di Siargao potrebbero riferirsi a questa specie.
Vive nelle foreste secondarie di pianura. Potrebbe essere dipendente dalle foreste primarie.

## Conservazione
La IUCN Red List, considerato l'areale limitato e la continua riduzione del proprio habitat, classifica C.australis come specie in grave pericolo (CR).

Alcuni individui sono stati osservati sull'isola di Dinagat nel 2012